# Colfelice
Colfelice és un comune (municipi) de la província de Frosinone, a la regió italiana del Laci, situat a uns 100 km al sud-est de Roma i a uns 25 km al sud-est de Frosinone.
Colfelice limita amb els municipis d'Arce, Rocca d'Arce, Roccasecca i San Giovanni Incarico.
A 1 de gener de 2019 tenia 1.894 habitants.